# Discografia degli Oasis
Gli Oasis sono una band inglese fondata nel 1991 a Manchester e attiva sino al 2009, poi riunitasi nel 2024. Fu costituita originariamente da Liam Gallagher, Paul Arthurs, Paul McGuigan e Tony McCarroll, cui si aggiunse ben presto il fratello di Liam, Noel Gallagher. L'ultima formazione, attiva dal 1999 al 2009, comprendeva, oltre ai due fratelli Gallagher, Andy Bell e Gem Archer, mentre dal 2008 ha partecipato ai concerti dal vivo anche il batterista Chris Sharrock, che non era membro ufficiale del gruppo.
La band ha pubblicato sette album in studio, due album live, tre raccolte, un extended play (EP), cinque video album e trentatré singoli discografici. Gli Oasis in totale hanno venduto oltre 70 milioni di dischi in tutto il mondo 
Nella lista seguente sono riportati tutti gli album in ordine di pubblicazione, inclusa l'indicazione di alcune posizioni in classifica con relative vendite globali: RIAA certifications, BPI certifications, CRIA certifications, SNEP certifications, AMPROFON certifications, IFPI Germany certifications, ARIA certifications, NVPI certifications, IFPI Sweden certifications, IFPI Switzerland certifications, ZPAV certifications, IFPI Hong Kong certifications, IFPI Austria certifications, IFPI Finland certifications e RIANZ certifications. Non esiste alcuna organizzazione mondiale che assegni un premio per le vendite mondiali.
Le certificazioni britanniche sono collegate al BPI database, le certificazioni statunitensi sono collegate al RIAA database, le certificazioni canadesi sono collegate al CRIA database,, le certificazioni francesi sono collegate alla SNEP database, le certificazioni messicane sono collegate alla Eil database (un negozio online di collezionisti) alla AMPROFON database e al Julien's Auctions Catalogue, le certificazioni tedesche sono collegate a IFPI Germany database, le certificazioni australiane sono collegate ad ARIA database e il Julien's Auctions Catalogue, le certificazioni olandesi sono collegate alla NVPI database, le certificazioni svedesi sono collegate alla IFPI Sweden database, le certificazioni svizzere sono collegate alla IFPI Switzerland database e il Julien's Auctions Catalogue, le certificazioni polacche sono collegate al ZPAV database, le certificazioni di Hong Kong sono collegate alla IFPI Hong Kong database, le certificazioni austriache sono collegate alla IFPI Austria database, le certificazioni finlandesi sono collegate alla IFPI Finland database e le certificazioni neozelandesi sono collegate al libro ufficiale della RIANZ.
In questa lista figurano altresì le certificazioni per l'IFPI Europe Platinum Awards, che sono assegnati solo per gli album che sono stati pubblicati dopo il 1º gennaio 2004.

## Album in studio
| Anno                       | Dettagli Album | Vendite Mondiali | Posizioni in classifica | Posizioni in classifica | Posizioni in classifica | Posizioni in classifica | Posizioni in classifica | Posizioni in classifica | Posizioni in classifica | Posizioni in classifica | Posizioni in classifica | Posizioni in classifica | Posizioni in classifica | Posizioni in classifica | Posizioni in classifica | Posizioni in classifica | Posizioni in classifica | Posizioni in classifica | Certificazioni                                                                         |
| Anno                       | Dettagli Album | Vendite Mondiali | UK                      | AUS                     | AUT                     | CAN                     | DAN                     | FIN                     | FRA                     | IRL                     | ITA                     | NLD                     | NOR                     | NZ                      | SPA                     | SVE                     | SVI                     | USA                     | Certificazioni                                                                         |
| -------------------------- | --- | ---------------- | ----------------------- | ----------------------- | ----------------------- | ----------------------- | ----------------------- | ----------------------- | ----------------------- | ----------------------- | ----------------------- | ----------------------- | ----------------------- | ----------------------- | ----------------------- | ----------------------- | ----------------------- | ----------------------- | -------------------------------------------------------------------------------------- |
| 1994                       | Definitely Maybe - Data di pubblicazione: 30 agosto 1994 - Label: Creation (CRE numero 169) - Formati: CD, LP, CS, MD, DD                             | 15 milioni       | 1                       | 23                      | 27                      | —                       | —                       | —                       | 20                      | 3                       | 18                      | 55                      | 34                      | 5                       | —                       | 4                       | 25                      | 58                      | - UK: 7× Platino - CAN: Platino - USA: Platino - ITA: Oro                              |
| 1995                       | (What's the Story) Morning Glory? - Data di pubblicazione: 2 ottobre 1995 - Label: Creation (CRE numero 189) - Formati: CD, LP, CS, MD                | 22 milioni       | 1                       | 1                       | 3                       | 1                       | 3                       | 8                       | 8                       | 1                       | 5                       | 4                       | 5                       | 1                       | 1                       | 1                       | 1                       | 4                       | - UK: 16× Platino - CAN: 8× Platino - AUS: 6× Platino - USA: 5× Platino - ITA: Platino |
| 1997                       | Be Here Now - Data di pubblicazione: 21 agosto 1997 - Label: Creation (CRE numero 219) - Formati: CD, LP, CS, MD                                      | 8 milioni        | 1                       | 1                       | 3                       | 1                       | 1                       | 1                       | 1                       | 1                       | 1                       | 1                       | 1                       | 1                       | 3                       | 1                       | 2                       | 2                       | - UK: 6× Platino - CAN: 2× Platino - AUS: Platino - USA: Platino                       |
| 2000                       | Standing on the Shoulder of Giants - Data di pubblicazione: 28 febbraio 2000 - Label: Big Brother (RKID numero 2) - Formati: CD, LP, CS, MD           | 4 milioni        | 1                       | 6                       | 3                       | 8                       | —                       | 4                       | 6                       | 1                       | 1                       | 16                      | 4                       | 8                       | 8                       | 3                       | 3                       | 24                      | - UK: 2× Platino                                                                       |
| 2002                       | Heathen Chemistry - Data di pubblicazione: 1º luglio 2002 - Label: Big Brother (RKID numero 25) - Formati: CD, LP, CS                                 | 5 milioni        | 1                       | 4                       | 4                       | 5                       | 8                       | 5                       | 8                       | 1                       | 2                       | 32                      | 3                       | 16                      | 12                      | 2                       | 1                       | 23                      | - UK: 3× Platino - AUS: Oro - ARG: Oro                                                 |
| 2005                       | Don't Believe the Truth - Data di pubblicazione: 30 maggio 2005 - Label: Big Brother (RKID numero 30) - Formati: CD, LP, CD/DVD, DD                   | 7 milioni        | 1                       | 5                       | 6                       | 3                       | 12                      | 9                       | 5                       | 1                       | 1                       | 11                      | 5                       | 12                      | 9                       | 3                       | 3                       | 12                      | - UK: 3× Platino - CAN: Oro - IRL: 2× Platino - ARG: Oro                               |
| 2008                       | Dig Out Your Soul - Data di pubblicazione: 6 ottobre 2008 - Label: Big Brother (RKID numero 51) - Formati: CD, LP, CD/DVD, 2 LP, DL, 2 CD/DVD/4 LP/DL | 1,5 milioni      | 1                       | 5                       | 13                      | 5                       | 13                      | 14                      | 4                       | 2                       | 1                       | 11                      | 11                      | 6                       | 14                      | 8                       | 2                       | 5                       | - UK: 2x Platino - GIA: Oro - IRL: 2x Platino                                          |
| "—" senza classificazione. | |                  |                         |                         |                         |                         |                         |                         |                         |                         |                         |                         |                         |                         |                         |                         |                         |                         |                                                                                        |

## Album dal vivo
| Anno | Dettagli Album | Posizioni in classifica | Posizioni in classifica | Posizioni in classifica | Posizioni in classifica | Posizioni in classifica | Posizioni in classifica | Posizioni in classifica | Posizioni in classifica | Certificazioni | Vendite Mondiali |
| Anno | Dettagli Album | UK                      | AUT                     | FRA                     | IRL                     | ITA                     | NOR                     | SVI                     | USA                     | Certificazioni | Vendite Mondiali |
| ---- | --- | ----------------------- | ----------------------- | ----------------------- | ----------------------- | ----------------------- | ----------------------- | ----------------------- | ----------------------- | -------------- | ---------------- |
| 1993 | Live Demonstration - Data di pubblicazione: 1993 - Formato: Cassetta                                                                   | -                       | -                       | -                       | -                       | -                       | -                       | -                       | -                       | N/D            | N/D              |
| 2000 | Familiar to Millions - Data di pubblicazione: 13 novembre 2000 - Label: Big Brother (RKID numero 5) - Formats: 2 CD, 3 LP, CD, 2CS, MD | 5                       | 49                      | 51                      | 10                      | 22                      | 38                      | 63                      | 182                     | - UK: Platino  | 1 milione        |
| 2021 | Knebworth 1996 - Data di pubblicazione: 19 novembre 2021 - Tracce: 20 su doppio CD o vinile                                            | 4                       | 23                      | 63                      | 7                       | 30                      | -                       | 19                      | -                       | - UK: Argento  |                  |

1. ↑  Live Demonstration non è un album live vero e proprio, ma una cassetta di demo che gli Oasis registrarono quando non avevano ancora un contratto discografico.

## Raccolte
| Anno | Dettagli Album | Posizioni in classifica | Posizioni in classifica | Posizioni in classifica | Posizioni in classifica | Posizioni in classifica | Posizioni in classifica | Posizioni in classifica | Posizioni in classifica | Posizioni in classifica | Posizioni in classifica | Posizioni in classifica | Posizioni in classifica | Posizioni in classifica | Posizioni in classifica | Posizioni in classifica | Certificazioni                                           | Vendite Mondiali |
| Anno | Dettagli Album | UK                      | AUS                     | AUT                     | CAN                     | FIN                     | FRA                     | IRL                     | ITA                     | NLD                     | NOR                     | NZ                      | SPA                     | SVE                     | SVI                     | USA                     | Certificazioni                                           | Vendite Mondiali |
| ---- | --- | ----------------------- | ----------------------- | ----------------------- | ----------------------- | ----------------------- | ----------------------- | ----------------------- | ----------------------- | ----------------------- | ----------------------- | ----------------------- | ----------------------- | ----------------------- | ----------------------- | ----------------------- | -------------------------------------------------------- | ---------------- |
| 1998 | The Masterplan - Data di pubblicazione: 2 novembre 1998 - Label: Creation (CRE numero 241) - Formati: CD, LP, CS                | 2                       | 36                      | —                       | 11                      | 32                      | 20                      | 2                       | 16                      | 55                      | 18                      | —                       | 34                      | 20                      | 40                      | 51                      | - UK: 2x Platino - CAN: Oro                              | 2 milioni        |
| 2006 | Stop the Clocks - Data di pubblicazione: 20 novembre 2006 - Label: Big Brother (RKID numero 36) - Formati: 2 CD, 3 LP, 2 CD/DVD | 2                       | 34                      | 22                      | —                       | —                       | 127                     | 2                       | 14                      | 73                      | —                       | 18                      | 42                      | 29                      | 19                      | 89                      | - UK: 5× Platino - AUS: Oro - IRL: 4× Platino - GIA: Oro | 3,2 milioni      |
| 2010 | Time Flies... 1994-2009 - Data di pubblicazione: 14 giugno 2010 - Label: Big Brother - Formati: 2 CD, 5 LP, 3CD/DVD             | 1                       | 63                      | 22                      | —                       | 45                      | —                       | 3                       | 7                       | 44                      | —                       | 13                      | 20                      | 44                      | 19                      | 131                     | - UK: 3x Platino - ITA: Oro                              | 700 000 copie    |

## EP
| 2006 | Stop the Clocks EP - Data di pubblicazione: 13 novembre 2006 - Label: Big Brother (RKID numero 37) - Formati: CD, 2xEP | 12 | 17 | 4 |
| "—" denota album che non sono mai stati pubblicati, o pubblicati, ma senza essere riusciti a classificarsi. | |    |    |   |

## Singoli
| Anno | Canzone                        | Posizioni in classifica | Posizioni in classifica | Posizioni in classifica | Posizioni in classifica | Posizioni in classifica | Posizioni in classifica | Posizioni in classifica | Posizioni in classifica | Posizioni in classifica | Posizioni in classifica | Posizioni in classifica | Posizioni in classifica | Posizioni in classifica | Posizioni in classifica | Posizioni in classifica | Posizioni in classifica | Posizioni in classifica | Posizioni in classifica | Certificazioni                                | Album di provenienza               |
| Anno | Canzone                        | UK                      | AUS                     | AUT                     | CAN                     | DAN                     | FIN                     | FRA                     | IRL                     | ITA                     | NLD                     | NOR                     | NZ                      | SPA                     | SVE                     | SVI                     | USA                     | USA Main.               | USA Alt.                | Certificazioni                                | Album di provenienza               |
| --- | ------------------------------ | ----------------------- | ----------------------- | ----------------------- | ----------------------- | ----------------------- | ----------------------- | ----------------------- | ----------------------- | ----------------------- | ----------------------- | ----------------------- | ----------------------- | ----------------------- | ----------------------- | ----------------------- | ----------------------- | ----------------------- | ----------------------- | --------------------------------------------- | ---------------------------------- |
| 1994 | "Supersonic"                   | 31                      | —                       | —                       | —                       | —                       | —                       | 33                      | 24                      | —                       | —                       | —                       | 28                      | —                       | —                       | —                       | —                       | 38                      | 11                      | - UK: Platino                                 | Definitely Maybe                   |
| 1994 | "Rock 'n' Roll Star"           | —                       | —                       | —                       | —                       | —                       | —                       | —                       | —                       | —                       | —                       | —                       | —                       | —                       | —                       | —                       | —                       | —                       | 36                      | - UK: Argento                                 | Definitely Maybe                   |
| 1994 | "Shakermaker"                  | 11                      | —                       | —                       | —                       | —                       | —                       | —                       | —                       | —                       | —                       | —                       | —                       | —                       | —                       | —                       | —                       | —                       | —                       | - UK: Argento                                 | Definitely Maybe                   |
| 1994 | "Live Forever"                 | 10                      | —                       | —                       | 70                      | —                       | —                       | —                       | 17                      | —                       | —                       | —                       | 43                      | —                       | —                       | —                       | —                       | 10                      | 2                       | - UK: Platino                                 | Definitely Maybe                   |
| 1994 | "Cigarettes & Alcohol"         | 7                       | —                       | —                       | —                       | —                       | —                       | —                       | 15                      | —                       | —                       | —                       | —                       | —                       | —                       | —                       | —                       | —                       | —                       | - UK: Platino                                 | Definitely Maybe                   |
| 1994 | "Whatever"                     | 3                       | 40                      | —                       | —                       | —                       | —                       | 15                      | 5                       | —                       | 48                      | —                       | —                       | —                       | 10                      | 24                      | —                       | —                       | —                       | - UK: Platino                                 |                                    |
| 1995 | "Some Might Say"               | 1                       | —                       | —                       | —                       | —                       | —                       | —                       | 3                       | —                       | —                       | —                       | —                       | —                       | 7                       | —                       | —                       | —                       | —                       | - UK: Platino                                 | (What's the Story) Morning Glory?  |
| 1995 | "Roll with It"                 | 2                       | 48                      | —                       | —                       | —                       | 5                       | —                       | 2                       | —                       | —                       | 18                      | 17                      | 21                      | 3                       | —                       | —                       | —                       | —                       | - UK: Platino                                 | (What's the Story) Morning Glory?  |
| 1995 | "Morning Glory"                | 25                      | —                       | —                       | —                       | —                       | —                       | —                       | —                       | —                       | —                       | 29                      | —                       | —                       | —                       | —                       | —                       | 24                      |                         | - UK: Argento                                 | (What's the Story) Morning Glory?  |
| 1995 | "Wonderwall"                   | 2                       | 1                       | 6                       | 5                       | —                       | 11                      | 10                      | 2                       | 17                      | 8                       | 5                       | 1                       | —                       | 12                      | 17                      | 8                       | 9                       | 1                       | - ITA: 3x Platino - UK: 4x Platino - USA: Oro | (What's the Story) Morning Glory?  |
| 1996 | "Don't Look Back in Anger"     | 1                       | 19                      | —                       | 24                      | —                       | 3                       | 24                      | 1                       | 19                      | 30                      | 19                      | 20                      | 11                      | 2                       | 27                      | 55                      | —                       | 10                      | - ITA: Platino - UK: 3x Platino               | (What's the Story) Morning Glory?  |
| 1996 | "Champagne Supernova"          | —                       | 26                      | —                       | 11                      | —                       | —                       | —                       | —                       | —                       | —                       | —                       | 16                      | —                       | —                       | —                       | 20                      | 8                       | 1                       | - ITA: Oro - UK: Platino - USA: Oro           | (What's the Story) Morning Glory?  |
| 1997 | "D'You Know What I Mean?"      | 1                       | 16                      | 38                      | 10                      | —                       | 1                       | 37                      | 1                       | 1                       | 31                      | 3                       | 4                       | 1                       | 2                       | —                       | —                       | 36                      | 4                       | - UK: Platino                                 | Be Here Now                        |
| 1997 | "Stand by Me"                  | 2                       | 48                      | —                       | —                       | —                       | 5                       | —                       | 2                       | 8                       | 50                      | 6                       | 31                      | 6                       | 10                      | 34                      | —                       | —                       | —                       | - ITA: Oro - UK: Platino                      | Be Here Now                        |
| 1998 | "All Around the World"         | 1                       | —                       | —                       | 20                      | —                       | 3                       | —                       | 1                       | 3                       | 47                      | 9                       | 24                      | —                       | 7                       | —                       | —                       | —                       | 15                      | - UK: Argento                                 | Be Here Now                        |
| 1998 | "Don't Go Away"                | —                       | —                       | —                       | 16                      | —                       | —                       | —                       | —                       | —                       | —                       | —                       | —                       | —                       | —                       | —                       | —                       | 36                      | 5                       |                                               | Be Here Now                        |
| 1998 | "Acquiesce"                    | —                       | —                       | —                       | —                       | —                       | —                       | —                       | —                       | —                       | —                       | —                       | —                       | —                       | —                       | —                       | —                       | —                       | 24                      | - UK: Argento                                 | The Masterplan                     |
| 2000 | "Go Let It Out"                | 1                       | 23                      | —                       | 1                       | —                       | 5                       | 66                      | 1                       | 1                       | 36                      | 3                       | 31                      | 1                       | 14                      | 23                      | —                       | —                       | 14                      | - UK: Argento                                 | Standing on the Shoulder of Giants |
| 2000 | "Who Feels Love?"              | 4                       | —                       | —                       | 7                       | —                       | —                       | —                       | 15                      | 16                      | 57                      | —                       | —                       | 7                       | —                       | 66                      | —                       | —                       | —                       |                                               | Standing on the Shoulder of Giants |
| 2000 | "Sunday Morning Call"          | 4                       | —                       | —                       | 8                       | —                       | —                       | —                       | 20                      | 5                       | —                       | —                       | —                       | —                       | —                       | —                       | —                       | —                       | —                       |                                               | Standing on the Shoulder of Giants |
| 2000 | "Where Did It All Go Wrong?"   | —                       | —                       | —                       | —                       | —                       | —                       | —                       | —                       | —                       | —                       | —                       | —                       | —                       | —                       | —                       | —                       | —                       | —                       |                                               | Standing on the Shoulder of Giants |
| 2002 | "The Hindu Times"              | 1                       | 22                      | 29                      | 1                       | 7                       | 5                       | 84                      | 2                       | 1                       | 47                      | 3                       | 47                      | 2                       | 13                      | 15                      | —                       | —                       | —                       | - UK: Argento                                 | Heathen Chemistry                  |
| 2002 | "Stop Crying Your Heart Out"   | 2                       | 48                      | 41                      | 6                       | 17                      | 11                      | —                       | 6                       | 1                       | 73                      | 13                      | —                       | 6                       | 23                      | 48                      | —                       | —                       | —                       | - UK: Platino                                 | Heathen Chemistry                  |
| 2002 | "Little by Little/She Is Love" | 2                       | —                       | —                       | 2                       | —                       | 16                      | —                       | 9                       | 5                       | —                       | —                       | 46                      | 20                      | 41                      | 83                      | —                       | —                       | —                       | - UK: Oro                                     | Heathen Chemistry                  |
| 2003 | "Songbird"                     | 3                       | —                       | —                       | 2                       | —                       | —                       | —                       | 10                      | 6                       | —                       | —                       | —                       | —                       | 44                      | 94                      | —                       | —                       | —                       | - UK: Argento                                 | Heathen Chemistry                  |
| 2005 | "Lyla"                         | 1                       | 23                      | 38                      | 4                       | 5                       | 3                       | 81                      | 5                       | 2                       | 52                      | 10                      | —                       | 3                       | 18                      | 26                      | 108                     | —                       | 19                      | - UK: Argento                                 | Don't Believe the Truth            |
| 2005 | "The Importance of Being Idle" | 1                       | —                       | —                       | —                       | —                       | —                       | —                       | 15                      | 1                       | 84                      | —                       | —                       | —                       | 40                      | 57                      | —                       | —                       | —                       | - UK: Argento                                 | Don't Believe the Truth            |
| 2005 | "Let There Be Love"            | 2                       | —                       | —                       | —                       | —                       | —                       | —                       | 14                      | 2                       | 85                      | —                       | —                       | —                       | —                       | —                       | —                       | —                       | —                       |                                               | Don't Believe the Truth            |
| 2007 | "Lord Don't Slow Me Down"      | 10                      | —                       | —                       | —                       | —                       | —                       | —                       | 37                      | 33                      | —                       | —                       | —                       | —                       | —                       | —                       | —                       | —                       | —                       |                                               |                                    |
| 2008 | "The Shock of the Lightning"   | 3                       | —                       | 53                      | 51                      | —                       | —                       | 38                      | 12                      | 22                      | 47                      | —                       | —                       | —                       | 5                       | 42                      | 93                      | —                       | 12                      |                                               | Dig Out Your Soul                  |
| 2008 | "I'm Outta Time"               | 12                      | —                       | 62                      | —                       | —                       | —                       | 48                      | —                       | 25                      | —                       | —                       | —                       | —                       | —                       | —                       | —                       | —                       | —                       |                                               | Dig Out Your Soul                  |
| 2009 | "Falling Down"                 | 10                      | —                       | —                       | 45                      | —                       | —                       | —                       | 26                      | 19                      | 71                      | —                       | —                       | —                       | 26                      | —                       | —                       | —                       | —                       |                                               | Dig Out Your Soul                  |
| 2020 | "Don't Stop..."                |                         |                         |                         |                         |                         |                         |                         |                         |                         |                         |                         |                         |                         |                         |                         |                         |                         |                         |                                               |                                    |
| "—" denota album che non sono mai stati pubblicati, o pubblicati, ma senza essere riusciti a classificarsi. |                                |                         |                         |                         |                         |                         |                         |                         |                         |                         |                         |                         |                         |                         |                         |                         |                         |                         |                         |                                               |                                    |

1. 1 2 3 4  "Rock 'n' Roll Star", "Don't Go Away", "Acquiesce" e "Where Did It All Go Wrong?" sono stati pubblicati come singoli solo per le radio USA.
2. 1 2  "Morning Glory" e "Champagne Supernova" sono stati pubblicati solo in Australia, in Francia e in Nuova Zelanda. Inoltre sono stati pubblicati anche per le radio USA.
3. ↑  "Lord Don't Slow Me Down" è stato pubblicato solo per il download digitale.

## Album video
| Anno | Dettagli video |
| ---- | --- |
| 1995 | Live by the Sea - Data di pubblicazione: 31 agosto 1995 - Label: Epic - Formati: VHS, VCD, DVD, Laserdisc                      |
| 1996 | ...There and Then - Data di pubblicazione: 14 ottobre 1996 - Label: Epic - Formati: VHS/CD, 2 VCD, DVD                         |
| 2000 | Familiar to Millions - Data di pubblicazione: 13 novembre 2000 - Label: Big Brother (RKID numero 5) - Formati: VHS, 2 VCD, DVD |
| 2004 | Definitely Maybe - Data di pubblicazione: 6 settembre 2004 - Label: Big Brother (RKID numero 6) - Formati: DVD, 2 DVD          |
| 2007 | Lord Don't Slow Me Down - Data di pubblicazione: 29 ottobre 2007 - Label: Big Brother (RKID numero 38) - Formati: DVD, Blu-Ray |
| 2010 | Time Flies... 1994-2009 - Data di pubblicazione: 14 giugno 2010 - Label: Big Brother (RKID #) - Formati: DVD                   |

### Boxed Set
- 1996 - Definitely Maybe (collezione contenente i singoli estratti dall'album più un cd bonus con interviste)
- 1996 - (What's The Story) Morning Glory? (collezione contenente i singoli estratti dall'album più un cd bonus con interviste)
- 2008 - Dig Out Your Soul - super deluxe (edizione limitata contenente: CD album - 11 tracce, bonus CD - 9 tracce, DVD di 40 min. con interviste e dietro le quinte, 4 vinili contenenti tracce album + tracce bonus, libro di 24 pag. con testi)
- 2009 - Ristampe in vinile dei sette album in studio più la raccolta di b-side The Masterplan, contenuti in un box-set in edizione limitata e numerata. Etichetta Big Brother Recordings.

## Video musicali
| Anno | Titolo                         | Regia                         |
| ---- | ------------------------------ | ----------------------------- |
| 1994 | "Supersonic"                   | Mark Szaszy                   |
| 1994 | "Supersonic" (US Version)      | Nick Egan                     |
| 1994 | "Shakermaker"                  | Mark Szaszy                   |
| 1994 | "Live Forever"                 | Carlos Grasso                 |
| 1994 | "Live Forever" (US Version)    | Nick Egan                     |
| 1994 | "Cigarettes & Alcohol"         | Mark Szaszy                   |
| 1994 | "Rock 'n' Roll Star"           | Nigel Dick                    |
| 1994 | "Whatever"                     | Mark Szaszy                   |
| 1995 | "Some Might Say"               | Stuart Fryer                  |
| 1995 | "Roll With It"                 | Jon Klein                     |
| 1995 | "Morning Glory"                | Jake Scott                    |
| 1995 | "Wonderwall"                   | Nigel Dick                    |
| 1996 | "Don't Look Back In Anger"     | Nigel Dick                    |
| 1996 | "Champagne Supernova"          | Nigel Dick                    |
| 1997 | "D'You Know What I Mean?"      | Dom & Nick                    |
| 1997 | "Stand by Me"                  | David Mould                   |
| 1998 | "All Around the World"         | Jonathan Dayton Valerie Faris |
| 1998 | "Don't Go Away"                | Nigel Dick                    |
| 1998 | "Acquiesce" (live)             | Jill Furmanovsky              |
| 1998 | "The Masterplan" (live)        |                               |
| 2000 | "Go Let It Out"                | Nick Egan                     |
| 2000 | "Who Feels Love?"              | Nick Egan                     |
| 2000 | "Sunday Morning Call"          | Nick Egan                     |
| 2000 | "Where Did It All Go Wrong?"   | Nick Egan                     |
| 2002 | "The Hindu Times"              | W.I.Z.                        |
| 2002 | "Stop Crying Your Heart Out"   | W.I.Z.                        |
| 2002 | "Little by Little"             | Max Bullet Dania Bullett      |
| 2003 | "Songbird"                     | Dick Carruthers               |
| 2005 | "Lyla"                         | Tim Qualtrough                |
| 2005 | "The Importance of Being Idle" | Dawn Shadforth                |
| 2005 | "Let There Be Love"            | Baillie Walsh                 |
| 2006 | "Acquiesce"                    | Robert Hales                  |
| 2006 | "The Masterplan"               | Ben & Greg                    |
| 2007 | "Lord Don't Slow Me Down"      | Baillie Walsh                 |
| 2008 | "The Shock of the Lightning"   | Julian House Julian Gibbs     |
| 2008 | "I'm Outta Time"               | W.I.Z.                        |
| 2009 | "Falling Down"                 | W.I.Z.                        |

## Altri singoli in classifica
| Anno | Titolo                     | UK  | Album            |
| ---- | -------------------------- | --- | ---------------- |
| 1995 | "Wibbling Rivalry"         | 52  | Wibbling Rivalry |
| 2009 | "Those Swollen Hand Blues" | 190 | Falling Down     |